# Фуцюань
Фуцюа́нь (кит. упр. 福泉, пиньинь Fúquán) — городской уезд Цяньнань-Буи-Мяоского автономного округа провинции Гуйчжоу (КНР).

## История
Во времена империи Цин в 1672 году был создан уезд Пинъюэ (平越县). В 1798 году он был преобразован в Пинъюэскую непосредственно управляемую область (平越直隶州). После Синьхайской революции в Китае была проведена реформа структуры административного деления, в ходе которой области были упразднены, и поэтому в 1913 году Пинъюэская непосредственно управляемая область вновь стала уездом Пинъюэ. 
После вхождения этих мест в состав КНР в 1950 году был создан Специальный район Душань (独山专区), и уезд вошёл в его состав. В 1952 году власти специального района переехали из уезда Душань в уезд Дуюнь, и Специальный район Душань был переименован в Специальный район Дуюнь (都匀专区). В 1953 году уезд Пинъюэ был переименован в Фуцюань (福泉县) по названию имеющейся на его территории горы.
8 августа 1956 года Специальный район Дуюнь был расформирован, и уезд перешёл в состав Специального района Аньшунь (安顺专区). В декабре 1958 года уезд был присоединён к уезду Вэнъань, который был передан из Специального района Аньшунь в состав Цяньнань-Буи-Мяоского автономного округа.
В августе 1961 года уезд Фуцюань был воссоздан, оставшись в составе Цяньнань-Буи-Мяоского автономного округа.
В декабре 1996 года уезд Фуцюань был преобразован в городской уезд.

## Административное деление
Городской уезд делится на 2 уличных комитета, 5 посёлков и 1 волость.

## Экономика
Сельское хозяйство специализируется на выращивании рассады, овощей и грибов, в том числе в тепличных комплексах.